# Reprezentacja Macedonii Północnej w piłce nożnej mężczyzn
Reprezentacja Macedonii Północnej w piłce nożnej mężczyzn (mac. Репрезентација на Северна Македонија во фудбал за мажи) – narodowy zespół piłkarzy nożnych, który reprezentuje Macedonię Północną w meczach i turniejach międzynarodowych. Za istnienie reprezentacji odpowiedzialna jest Federacja Piłki Nożnej Macedonii.

## Dzieje reprezentacji
Na przełomie lat 80. i 90. gwiazdą reprezentacji Jugosławii był Macedończyk Darko Panczew, zdobywca Pucharu Mistrzów z Crveną zvezdą Belgrad w 1991, później zawodnik Interu Mediolan.
W sierpniu 2005, po zaledwie pięciu miesiącach pracy, z funkcji selekcjonera ustąpił Serb Slobodan Santrač. Tłumaczył się ciężką chorobą żony. Od tamtej pory zespołem tymczasowo kierował były reprezentant Macedonii Boban Babunski. Od lutego 2006 do kwietnia 2009 trenerem kadry był Słoweniec Srečko Katanec. Zastąpił go Mirsad Jonuz. Po nim macedońską kadrę prowadzili kolejno John Toshack, Czedomir Janewski, oraz Boszko Ǵurowski. Obecnie trenerem kadry Macedonii jest Igor Angełowski.
12 lutego 2019 w wyniku zakończenia trwającego od 1991 roku konfliktu z Grecją, piłkarze dotychczasowej Macedonii stali się reprezentantami Macedonii Północnej.

### Eliminacje do Mistrzostw Europy 2020

#### Baraże

##### Półfinały
| 8 października 2020 20:45 CET | Macedonia Północna · Kololli 16' (sam.) · Wełkowski 33' | 2:1(2:1)Raport | Kosowo · 29' Hadergjonaj | Arena Narodowa im. Tosze Proeskiego, Skopje Widzów: 0 Sędzia: Danny Makkelie |
|                               |                                                         |                |                          |                                                                              |

##### Finał
| 12 listopada 2020 18:00 CET | Gruzja | 0:1(0:0)Raport | Macedonia Północna · 56' Pandew | Stadion im. Borisa Paiczadze, Tbilisi Sędzia: Anthony Taylor |
|                             |        |                |                                 |                                                              |

## Udział w międzynarodowych turniejach

### Igrzyska olimpijskie
| Udział w igrzyskach olimpijskich | Udział w igrzyskach olimpijskich  | Udział w igrzyskach olimpijskich  | Udział w igrzyskach olimpijskich  | Udział w igrzyskach olimpijskich  | Udział w igrzyskach olimpijskich  | Udział w igrzyskach olimpijskich  | Udział w igrzyskach olimpijskich  | Udział w igrzyskach olimpijskich  | . | Kwalifikacje do igrzysk olimpijskich | Kwalifikacje do igrzysk olimpijskich | Kwalifikacje do igrzysk olimpijskich | Kwalifikacje do igrzysk olimpijskich | Kwalifikacje do igrzysk olimpijskich | Kwalifikacje do igrzysk olimpijskich | Uwagi    |
| Rok                              | Runda                             | Miejsce                           | M                                 | W                                 | R                                 | P                                 | B+                                | B-                                | . | M                                    | W                                    | R                                    | P                                    | B+                                   | B-                                   | Uwagi    |
| -------------------------------- | --------------------------------- | --------------------------------- | --------------------------------- | --------------------------------- | --------------------------------- | --------------------------------- | --------------------------------- | --------------------------------- | - | ------------------------------------ | ------------------------------------ | ------------------------------------ | ------------------------------------ | ------------------------------------ | ------------------------------------ | -------- |
| 1948-1992                        | Macedonia była częścią Jugosławii | Macedonia była częścią Jugosławii | Macedonia była częścią Jugosławii | Macedonia była częścią Jugosławii | Macedonia była częścią Jugosławii | Macedonia była częścią Jugosławii | Macedonia była częścią Jugosławii | Macedonia była częścią Jugosławii | . |                                      |                                      |                                      |                                      |                                      |                                      |          |
| 1996                             | Nie zakwalifikowała się           | Nie zakwalifikowała się           | Nie zakwalifikowała się           | Nie zakwalifikowała się           | Nie zakwalifikowała się           | Nie zakwalifikowała się           | Nie zakwalifikowała się           | Nie zakwalifikowała się           | . | 10                                   | 4                                    | 0                                    | 6                                    | 16                                   | 27                                   | jako MK  |
| 2000                             | Nie zakwalifikowała się           | Nie zakwalifikowała się           | Nie zakwalifikowała się           | Nie zakwalifikowała się           | Nie zakwalifikowała się           | Nie zakwalifikowała się           | Nie zakwalifikowała się           | Nie zakwalifikowała się           | . | 8                                    | 1                                    | 0                                    | 7                                    | 2                                    | 25                                   | jako MK  |
| 2004                             | Nie zakwalifikowała się           | Nie zakwalifikowała się           | Nie zakwalifikowała się           | Nie zakwalifikowała się           | Nie zakwalifikowała się           | Nie zakwalifikowała się           | Nie zakwalifikowała się           | Nie zakwalifikowała się           | . | 8                                    | 0                                    | 1                                    | 7                                    | 4                                    | 23                                   | jako MK  |
| 2008                             | Nie zakwalifikowała się           | Nie zakwalifikowała się           | Nie zakwalifikowała się           | Nie zakwalifikowała się           | Nie zakwalifikowała się           | Nie zakwalifikowała się           | Nie zakwalifikowała się           | Nie zakwalifikowała się           | . | 4                                    | 2                                    | 0                                    | 2                                    | 6                                    | 6                                    | jako MK  |
| 2012                             | Nie zakwalifikowała się           | Nie zakwalifikowała się           | Nie zakwalifikowała się           | Nie zakwalifikowała się           | Nie zakwalifikowała się           | Nie zakwalifikowała się           | Nie zakwalifikowała się           | Nie zakwalifikowała się           | . | 8                                    | 0                                    | 2                                    | 6                                    | 9                                    | 19                                   | jako MK  |
| 2016                             | Nie zakwalifikowała się           | Nie zakwalifikowała się           | Nie zakwalifikowała się           | Nie zakwalifikowała się           | Nie zakwalifikowała się           | Nie zakwalifikowała się           | Nie zakwalifikowała się           | Nie zakwalifikowała się           | . | 8                                    | 1                                    | 1                                    | 6                                    | 4                                    | 13                                   | jako MK  |
| 2020                             | Nie zakwalifikowała się           | Nie zakwalifikowała się           | Nie zakwalifikowała się           | Nie zakwalifikowała się           | Nie zakwalifikowała się           | Nie zakwalifikowała się           | Nie zakwalifikowała się           | Nie zakwalifikowała się           | . | 10                                   | 2                                    | 1                                    | 7                                    | 17                                   | 24                                   | jako NMK |

### Mistrzostwa świata
| Udział w mistrzostwach świata | Udział w mistrzostwach świata     | Udział w mistrzostwach świata     | Udział w mistrzostwach świata     | Udział w mistrzostwach świata     | Udział w mistrzostwach świata     | Udział w mistrzostwach świata     | Udział w mistrzostwach świata     | Udział w mistrzostwach świata     | . | Kwalifikacje do mistrzostw świata | Kwalifikacje do mistrzostw świata | Kwalifikacje do mistrzostw świata | Kwalifikacje do mistrzostw świata | Kwalifikacje do mistrzostw świata | Kwalifikacje do mistrzostw świata | Uwagi    |
| Rok                           | Runda                             | Miejsce                           | M                                 | W                                 | R                                 | P                                 | B+                                | B-                                | . | M                                 | W                                 | R                                 | P                                 | B+                                | B-                                | Uwagi    |
| ----------------------------- | --------------------------------- | --------------------------------- | --------------------------------- | --------------------------------- | --------------------------------- | --------------------------------- | --------------------------------- | --------------------------------- | - | --------------------------------- | --------------------------------- | --------------------------------- | --------------------------------- | --------------------------------- | --------------------------------- | -------- |
| 1950 - 1990                   | Macedonia była częścią Jugosławii | Macedonia była częścią Jugosławii | Macedonia była częścią Jugosławii | Macedonia była częścią Jugosławii | Macedonia była częścią Jugosławii | Macedonia była częścią Jugosławii | Macedonia była częścią Jugosławii | Macedonia była częścią Jugosławii | . |                                   |                                   |                                   |                                   |                                   |                                   |          |
| 1994                          | Nie brała udziału                 | Nie brała udziału                 | Nie brała udziału                 | Nie brała udziału                 | Nie brała udziału                 | Nie brała udziału                 | Nie brała udziału                 | Nie brała udziału                 | . |                                   |                                   |                                   |                                   |                                   |                                   | jako MK  |
| 1998                          | Nie zakwalifikowała się           | Nie zakwalifikowała się           | Nie zakwalifikowała się           | Nie zakwalifikowała się           | Nie zakwalifikowała się           | Nie zakwalifikowała się           | Nie zakwalifikowała się           | Nie zakwalifikowała się           | . | 10                                | 4                                 | 1                                 | 5                                 | 22                                | 18                                | jako MK  |
| 2002                          | Nie zakwalifikowała się           | Nie zakwalifikowała się           | Nie zakwalifikowała się           | Nie zakwalifikowała się           | Nie zakwalifikowała się           | Nie zakwalifikowała się           | Nie zakwalifikowała się           | Nie zakwalifikowała się           | . | 10                                | 1                                 | 4                                 | 5                                 | 11                                | 18                                | jako MK  |
| 2006                          | Nie zakwalifikowała się           | Nie zakwalifikowała się           | Nie zakwalifikowała się           | Nie zakwalifikowała się           | Nie zakwalifikowała się           | Nie zakwalifikowała się           | Nie zakwalifikowała się           | Nie zakwalifikowała się           | . | 12                                | 2                                 | 3                                 | 7                                 | 11                                | 24                                | jako MK  |
| 2010                          | Nie zakwalifikowała się           | Nie zakwalifikowała się           | Nie zakwalifikowała się           | Nie zakwalifikowała się           | Nie zakwalifikowała się           | Nie zakwalifikowała się           | Nie zakwalifikowała się           | Nie zakwalifikowała się           | . | 8                                 | 2                                 | 1                                 | 5                                 | 5                                 | 11                                | jako MK  |
| 2014                          | Nie zakwalifikowała się           | Nie zakwalifikowała się           | Nie zakwalifikowała się           | Nie zakwalifikowała się           | Nie zakwalifikowała się           | Nie zakwalifikowała się           | Nie zakwalifikowała się           | Nie zakwalifikowała się           | . | 10                                | 2                                 | 1                                 | 7                                 | 7                                 | 16                                | jako MK  |
| 2018                          | Nie zakwalifikowała się           | Nie zakwalifikowała się           | Nie zakwalifikowała się           | Nie zakwalifikowała się           | Nie zakwalifikowała się           | Nie zakwalifikowała się           | Nie zakwalifikowała się           | Nie zakwalifikowała się           | . | 10                                | 3                                 | 2                                 | 5                                 | 15                                | 15                                | jako MK  |
| 2022                          | Nie zakwalifikowała się           | Nie zakwalifikowała się           | Nie zakwalifikowała się           | Nie zakwalifikowała się           | Nie zakwalifikowała się           | Nie zakwalifikowała się           | Nie zakwalifikowała się           | Nie zakwalifikowała się           | . |                                   |                                   |                                   |                                   |                                   |                                   | jako NMK |

### Mistrzostwa Europy
| Udział w mistrzostwach Europy | Udział w mistrzostwach Europy     | Udział w mistrzostwach Europy     | Udział w mistrzostwach Europy     | Udział w mistrzostwach Europy     | Udział w mistrzostwach Europy     | Udział w mistrzostwach Europy     | Udział w mistrzostwach Europy     | Udział w mistrzostwach Europy     | . | Kwalifikacje do mistrzostw Europy | Kwalifikacje do mistrzostw Europy | Kwalifikacje do mistrzostw Europy | Kwalifikacje do mistrzostw Europy | Kwalifikacje do mistrzostw Europy | Kwalifikacje do mistrzostw Europy | Uwagi    |
| Rok                           | Runda                             | Miejsce                           | M                                 | W                                 | R                                 | P                                 | B+                                | B-                                | . | M                                 | W                                 | R                                 | P                                 | B+                                | B-                                | Uwagi    |
| ----------------------------- | --------------------------------- | --------------------------------- | --------------------------------- | --------------------------------- | --------------------------------- | --------------------------------- | --------------------------------- | --------------------------------- | - | --------------------------------- | --------------------------------- | --------------------------------- | --------------------------------- | --------------------------------- | --------------------------------- | -------- |
| 1960 - 1992                   | Macedonia była częścią Jugosławii | Macedonia była częścią Jugosławii | Macedonia była częścią Jugosławii | Macedonia była częścią Jugosławii | Macedonia była częścią Jugosławii | Macedonia była częścią Jugosławii | Macedonia była częścią Jugosławii | Macedonia była częścią Jugosławii | . |                                   |                                   |                                   |                                   |                                   |                                   |          |
| 1996                          | Nie zakwalifikowała się           | Nie zakwalifikowała się           | Nie zakwalifikowała się           | Nie zakwalifikowała się           | Nie zakwalifikowała się           | Nie zakwalifikowała się           | Nie zakwalifikowała się           | Nie zakwalifikowała się           | . | 10                                | 1                                 | 4                                 | 5                                 | 9                                 | 18                                | jako MK  |
| 2000                          | Nie zakwalifikowała się           | Nie zakwalifikowała się           | Nie zakwalifikowała się           | Nie zakwalifikowała się           | Nie zakwalifikowała się           | Nie zakwalifikowała się           | Nie zakwalifikowała się           | Nie zakwalifikowała się           | . | 8                                 | 2                                 | 2                                 | 4                                 | 13                                | 14                                | jako MK  |
| 2004                          | Nie zakwalifikowała się           | Nie zakwalifikowała się           | Nie zakwalifikowała się           | Nie zakwalifikowała się           | Nie zakwalifikowała się           | Nie zakwalifikowała się           | Nie zakwalifikowała się           | Nie zakwalifikowała się           | . | 8                                 | 1                                 | 3                                 | 4                                 | 11                                | 14                                | jako MK  |
| 2008                          | Nie zakwalifikowała się           | Nie zakwalifikowała się           | Nie zakwalifikowała się           | Nie zakwalifikowała się           | Nie zakwalifikowała się           | Nie zakwalifikowała się           | Nie zakwalifikowała się           | Nie zakwalifikowała się           | . | 12                                | 4                                 | 2                                 | 6                                 | 12                                | 12                                | jako MK  |
| 2012                          | Nie zakwalifikowała się           | Nie zakwalifikowała się           | Nie zakwalifikowała się           | Nie zakwalifikowała się           | Nie zakwalifikowała się           | Nie zakwalifikowała się           | Nie zakwalifikowała się           | Nie zakwalifikowała się           | . | 10                                | 2                                 | 2                                 | 6                                 | 8                                 | 14                                | jako MK  |
| 2016                          | Nie zakwalifikowała się           | Nie zakwalifikowała się           | Nie zakwalifikowała się           | Nie zakwalifikowała się           | Nie zakwalifikowała się           | Nie zakwalifikowała się           | Nie zakwalifikowała się           | Nie zakwalifikowała się           | . | 10                                | 1                                 | 1                                 | 8                                 | 6                                 | 18                                | jako MK  |
| 2020                          | Faza grupowa                      | 23/24                             | 3                                 | 0                                 | 0                                 | 3                                 | 2                                 | 8                                 | . | 12                                | 6                                 | 2                                 | 4                                 | 15                                | 14                                | jako NMK |
| 2024                          | Nie zakwalifikowała się           | Nie zakwalifikowała się           | Nie zakwalifikowała się           | Nie zakwalifikowała się           | Nie zakwalifikowała się           | Nie zakwalifikowała się           | Nie zakwalifikowała się           | Nie zakwalifikowała się           | . |                                   |                                   |                                   |                                   |                                   |                                   | jako NMK |

## Aktualny skład
26 osobowa kadra na Mistrzostwa Europy 2020, które odbywają się w dniach 11 czerwca 2021–11 lipca 2021. Występy i gole aktualne na 20 czerwca 2021.
| Nr         | Imię i nazwisko       | Data urodzenia (wiek) | Występy   | Gole      | Klub             |
| Bramkarze  | Bramkarze             | Bramkarze             | Bramkarze | Bramkarze | Bramkarze        |
| ---------- | --------------------- | --------------------- | --------- | --------- | ---------------- |
| 1          | Stołe Dimitriewski    | 25 grudnia 1993       | 45        | 0         | Rayo Vallecano   |
| 12         | Risto Jankow          | 5 września 1998       | 0         | 0         | FK Rabotnički    |
| 22         | Damjan Sziszkowski    | 18 marca 1995         | 6         | 0         | Doksa Katokopia  |
| Obrońcy    |                       |                       |           |           |                  |
| 2          | Egzon Bejtułai        | 7 stycznia 1994       | 22        | 0         | Shkëndija Tetowo |
| 3          | Ǵoko Zajkow           | 10 lutego 1995        | 17        | 1         | Royal Charleroi  |
| 4          | Kire Ristewski        | 22 października 1990  | 48        | 0         | AEL Limassol     |
| 6          | Wisar Musliu          | 13 listopada 1994     | 33        | 1         | MOL Fehérvár     |
| 8          | Ezǵan Alioski         | 12 lutego 1992        | 46        | 9         | Leeds United     |
| 13         | Stefan Ristowski      | 12 lutego 1992        | 67        | 2         | Dinamo Zagrzeb   |
| 14         | Darko Wełkowski       | 21 czerwca 1995       | 30        | 1         | HNK Rijeka       |
| Pomocnicy  |                       |                       |           |           |                  |
| 5          | Arijan Ademi          | 29 maja 1991          | 23        | 4         | Dinamo Zagrzeb   |
| 11         | Ferhan Hasani         | 18 czerwca 1990       | 41        | 2         | Partizani Tirana |
| 15         | Tihomir Kostadinow    | 4 marca 1996          | 11        | 0         | Ružomberok       |
| 16         | Boban Nikołow         | 28 lipca 1994         | 36        | 2         | US Lecce         |
| 17         | Enis Bardhi           | 2 lipca 1995          | 36        | 6         | Levante UD       |
| 20         | Stefan Spirowski      | 23 sierpnia 1990      | 41        | 1         | AEK Larnaka      |
| 21         | Elif Ełmas            | 24 września 1999      | 29        | 7         | SSC Napoli       |
| 23         | Marjan Radeski        | 10 lutego 1995        | 17        | 1         | Akademija Pandew |
| 24         | Danieł Awramowski     | 20 lutego 1995        | 7         | 0         | Kayserispor      |
| 25         | Darko Czurlinow       | 11 lipca 2000         | 4         | 1         | VfB Stuttgart    |
| Napastnicy |                       |                       |           |           |                  |
| 7          | Iwan Triczkowski      | 18 kwietnia 1987      | 66        | 7         | AEK Larnaka      |
| 9          | Aleksandar Trajkowski | 5 września 1992       | 67        | 18        | RCD Mallorca     |
| 10         | Goran Pandew (c)      | 27 lipca 1983         | 121       | 38        | Genoa            |
| 18         | Włatko Stojanowski    | 23 kwietnia 1997      | 8         | 2         | Chambly          |
| 19         | Krste Wełkoski        | 20 lutego 1988        | 15        | 0         | Sarajevo         |
| 26         | Miłan Ristowski       | 8 kwietnia 1998       | 2         | 1         | Spartak Trnawa   |

## Rekordziści
Kolorem niebieskim zaznaczono wciąż aktywnych piłkarzy
| # | Nazwisko              | Lata gry w kadrze | Mecze | Bramki |
| - | --------------------- | ----------------- | ----- | ------ |
| 1 | Goran Pandew          | 2001–2021         | 122   | 38     |
| 2 | Goce Sedłoski         | 1996–2010         | 100   | 8      |
| 3 | Aleksandar Trajkowski | 2011–obecnie      | 91    | 21     |
| 4 | Welicze Szumulikoski  | 2002–2013         | 79    | 1      |
| 5 | Stefan Ristowski      | 2011–obecnie      | 82    | 2      |
| 6 | Ezǵan Alioski         | 2013–obecnie      | 81    | 12     |
| 7 | Stołe Dimitriewski    | 2015–obecnie      | 76    | 0      |
| 8 | Artim Shaqiri         | 1996–2006         | 73    | 15     |
| 9 | Enis Bardhi           | 2015–obecnie      | 70    | 18     |
| 9 | Igor Mitreski         | 2001–2011         | 70    | 1      |

| # | Nazwisko         | Lata gry w kadrze | Bramki | Mecze |
| - | ---------------- | ----------------- | ------ | ----- |
| 1 | Goran Pandew     | 2001–2021         | 31     | 63    |
| 2 | Ǵorǵi Hristow    | 1995–2003         | 16     | 48    |
| 3 | Artim Shaqiri    | 1995–2006         | 14     | 72    |
| 4 | Goran Maznow     | 2001–2009         | 10     | 45    |
| 5 | Iłczo Naumoski   | 2003–             | 9      | 46    |
| 6 | Goce Sedłoski    | 1996–2010         | 8      | 100   |
| 6 | Sasza Ḱiriḱ      | 1996–2003         | 8      | 26    |
| 8 | Zoran Boszkowski | 1993–1998         | 5      | 16    |
| 8 | Mitko Stojkowski | 1994–2002         | 5      | 29    |
| 8 | Aco Stojkow      | 2002–             | 5      | 40    |

## Trenerzy reprezentacji Macedonii Północnej
- 1993–1996 –  Andon Donczewski
- 1996–1999 –  Ǵoko Hadżiewski
- 1999–2001 –  Dragan Kanatłarowski
- 2001–2002 –  Ǵore Jowanowski
- 2002–2003 –  Nikoła Iliewski
- 2003–2005 –  Dragan Kanatłarowski
- 2005–2005 –  Slobodan Santrač
- 2005–2005 –  Boban Babunski (tymczasowo)
- 2006–2009 –  Srečko Katanec
- 2009–2011 –  Mirsad Jonuz
- 2011–2012 –  John Toshack
- 2012–2013 –  Czedomir Janewski
- 2013-2015 –  Boszko Ǵurowski
- 2015-2021 –  Igor Angełowski
- 2021–  Błagoja Miłewski